# Chokesleeper
Choke Sleeper é uma banda de pop punk formado em 1997 no Japão. Estourou com sua participação no álbum "A Tribute to Beck", um álbum de compilação que contém a trilha sonora do anime "Beck". Em maio de 2011 o grupo entrou em hiato.

## História
O Chokesleeper foi formado em março de 1997, como banda cover de artistas ocidentais como Sublime, 311 (banda) e The Suicide Machines. Por esta época eles tinham dois cantores diferentes dos de hoje, mas Toru, Azumi e Kenken eram o centro instrumental da banda desde o começo.
Já em abril do mesmo ano, eles entraram em estúdio para escrever as próprias músicas para shows, que foram lançadas numa demo em julho de 1997.
Em 98 eles produziram sua segunda demo, desta vez com um novo vocalista, um DJ e saxofonistas. No início de 99, Chu e Toru, os dois vocalistas que estão na banda atualmente, juntaram-se a eles. Em 19 de junho eles fizeram seu primeiro show com a formação atual.
A partir de agosto o Choke Sleeper passou a fazer shows sob o nome "Choke Sleeparty",com o qual eles se apresentavam com outras bandas. No entanto, foi só em setembro que eles lançaram seu primeiro single de verdade.
Em 2003 eles estavam em turnê como banda de apoio para o Undown, grupo de hardcore japonês, e também com a já mencionada banda americana The Suicide Machines. Eles participaram no omnibus "Kick the Norm" e, em seguida, lançaram seu primeio EP, "Star Of The Day".
Todas essas atividades levou o Choke Sleeper a se tornar major, assinando com o selo Cutting Edge em maio do ano seguinte. Eles estrearam com o single "Ground and Sky" e um álbum em agosto. Suas músicas também apareceram na trilha do tributo ao mangá "Beck"
Em agosto de 2005 eles lançaram outro mini-álbum, "STAY" e continuaram a fazer turnês. No ano seguinte, a banda lançou outros dois mini-álbuns, mas foi apenas em 2007 que sairia o segundo álbum da banda, desta vez auto-intitulado.

### Estilo de música
Com seu estilo pop punk alternativo, o Chokesleeper lembra muito das bandas de skate punk da Califórnia do início dos anos 1990, como Sublime ou Sugar Ray. Devido a isso, o grupo era conhecido por abrir shows para artistas americanos de skate punk quando estes faziam turnês no Japão. Eles foram banda de abertura para The Suicide Machines, No Use For A Name, Antiflag e Rise Against.

## Membros
- Chu - Vocal
- Toru - Vocal, Guitarra
- Shige - Guitarra
- Azumi - Baixo
- Kenken - bateria

## Discografia
- Choke Sleeper
- IN THE DIARY
- Soul Mate Factory
- STAY
- OPTION presents STREAM Z J-LOUD EDITION
- Oneway cruisin'
- GROUND AND SKY
- Star of the day
- SWING MY SOUL
- 2-track demo cd
- 2nd demo tape
- 1st demo tape